# Saint-Aoustrille
Saint-Aoustrille ist eine französische französische Gemeinde mit 211 Einwohnern (Stand: 1. Januar 2022) im Département Indre in der Region Centre-Val de Loire; sie gehört zum Arrondissement Issoudun und zum Kanton Levroux. Die Einwohner werden Austrégésiliens genannt.

## Geographie
Saint-Aoustrille liegt sechs Kilometer westlich von Issoudun und etwa 25 Kilometer nordöstlich von Châteauroux. Umgeben wird Saint-Aoustrille von den Nachbargemeinden Lizeray im Norden, Issoudun im Osten, Thizay im Süden, Neuvy-Pailloux im Südwesten und Westen sowie Saint-Valentin im Nordwesten.

## Bevölkerungsentwicklung

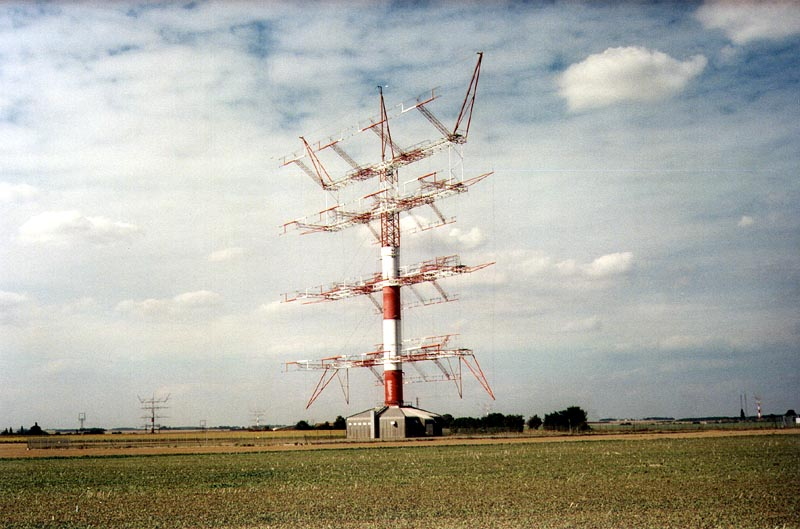
ALLISS-Antenne als Teil des Kurzwellen-Senders der TDF Issoudun in Saint-Aoustrille

| Jahr                       | 1962 | 1968 | 1975 | 1982 | 1990 | 1999 | 2006 | 2013 | 2020 |
| Einwohner                  | 257  | 210  | 202  | 153  | 181  | 159  | 160  | 204  | 234  |
| Quellen: Cassini und INSEE |      |      |      |      |      |      |      |      |      |